# 查尔斯·迪安·狄克逊
查尔斯·迪安·狄克逊（英語：Charles Dean Dixon，1915年1月10日—1976年11月3日），美国指挥家，是首位在美国和欧洲一流乐团担任交响乐指挥的非裔美国人。

## 音乐生涯
狄克逊1915年生于纽约曼哈顿上城的哈林区，其父母是来自加勒比海的移民。他师从阿尔伯特·斯塔赛尔，在茱莉亚学院以及哥伦比亚大学学习指挥。由于种族歧视，他早年的指挥生涯处处碰壁。
1938年首次在纽约都市音乐厅演出，1941年指挥NBC交响乐团、纽约爱乐乐团，后还指挥过费城管弦乐团和波士顿交响乐团等一流乐团。1949年狄克逊离开美国，1950－1951年指挥以色列爱乐乐团，1953－1960年任哥德堡交响乐团音乐指导，1961－1974年任黑森广播交响乐团音乐指导，1963－1967年任悉尼交响乐团音乐指导。1963年首次在英国演出，合作乐团是英国广播公司交响乐团。1970年后与美国一流乐团合作演出系列音乐会
。
狄克逊于1976年卒于瑞士楚格，享年61岁。

## 外部連結
“迪安·狄克逊，享誉世界的指挥家”（英文）